# Cofana albida
Cofana albida är en insektsart som beskrevs av Walker 1851. Cofana albida ingår i släktet Cofana och familjen dvärgstritar. Inga underarter finns listade i Catalogue of Life.